# Prunella (film fra 1918)
 For alternative betydninger, se Prunella. (Se også artikler, som begynder med Prunella)
Prunella er en amerikansk stumfilm fra 1918 af Maurice Tourneur.

## Medvirkende
- Marguerite Clark - Prunella
- Isabel Berwin
- Nora Cecil
- William J. Gross
- Marcia Harris - Prude